# Okseøje (Glebionis)
Okseøje (Glebionis) hed tidligere Chrysanthemum. Det er en slægt med 3 arter, som er udbredt i Europa, Nordafrika og Asien. Det er ret lave, urteagtige planter med hårløse stængler, dybt indskårne blade og store, endestillede blomsterhoveder.
| Omtalte arter |

- Gul okseøje (Glebionis segetum)
- Flerfarvet okseøje (Glebionis carinata)
- Kronokseøje (Glebionis coronaria)

Slægten er udskilt af den oprindelige, meget store slægt, Chrysantemum, efter en fælles beslutning i 1999 hos International Code of Botanical Nomenclature.